# Сеньковский сельский совет (Харьковская область)
Сеньковский сельский совет — входит в состав Купянского района Харьковской области Украины.
Административный центр сельского совета находится в селе Сеньково.

## История
- 1930 — дата образования.

## Населённые пункты совета
- село Сеньково